# Samboy Lim
Samboy Lim (Quezon City, Filipinas, 1 de abril de 1962-Pásig, Filipinas, 23 de diciembre de 2023) fue un baloncestista filipino que jugó en las posiciones de alero y escolta.

## Carrera

### Club
| Periodo   | Club                 |
| --------- | -------------------- |
| 1982-1986 | Letran Knights       |
| 1986      | Lhuillier Jewelers   |
| 1986–1997 | San Miguel Beermen   |
| 1998      | Welcoat House Paints |

### Selección nacional
Jugó para Filipinas de 1983 a 1995, ganó en dos ocasiones los Juegos del Sudeste Asiático, el Campeonato FIBA Asia de 1985, medalla de plata y medalla de bronce en los Juegos Asiáticos.

## Vida personal
Samboy Lim se casó con Darlene Marie Berberabe, ex CEO del Home Development Mutual Fund conocido como the PAG-IBIG Fund, y profesora de literatura. Berberabe y Lim más tarde se separarían. Tuvieron una hija, Jamie Christine Berberabe Lim, medallista de oro en los Juegos del Sudeste Asiático de 2019 en karate, graduada summa cum laude y Valedictorian, (en matemática) del College of Science, University of the Philippines.

### Enfermedad y muerte
Lim tuvo problemas de salud desde su etapa como deportista a raíz de las lesiones causadas en la cancha. Luego de retirarse como jugador se mantuvo levantando pesas, corriendo, y practicando baloncesto. También creó una clínica de baloncesto infantil. A inicios del 2005 Samboy Lim inició con campos de entrenamiento de baloncesto en verano. Sus módulos y régimen de entrenamiento se enfocaban en el manejo del balón, dribbling, pases, tiro, movimientos y defensa. En 2010 creó la Samboy Lim Player Development Academy a raíz del éxito obtenido por los campamentos de verano. Desafortunadamente, el programa fue descontinuado luego de que Lim sufriera un ataque cardíaco en noviembre de 2014. 
El 28 de noviembre de 2014 fue trasladado al hospital inconsciente luego de colapsar justo antes de que se jugara un partido de exhibición de las Leyendas de la PBA en el Ynares Center en Pásig. De acuerdo al exjugador Nelson Asaytono, Lim estaba haciendo estiramiento al lado de la duela cerca de Bogs Adornado cuando colapsó. Él cayó en coma y fue admitido en la Unidad de Cuidados Intensivos del Medical City. El 14 de enero de 2015 salió del coma y pasó a llevar terapia y tratamiento.
Lim murió el 23 de diciembre de 2023 a los 61 años.

## Logros

### Club
- Philippine Basketball Association (9): 1987 Reinforced, 1988 Open, 1988 Reinforced, 1989 Open, 1989 All-Filipino, 1989 Reinforced, 1992 All-Filipino, 1993 Governors
- National Collegiate Athletic Association (3): 1982, 1983, 1984
- Philippine Basketball League (1): 1986
- FIBA Asia Clubs Champions Cup (1): 1986

### Selección nacional
- Juegos del Sudeste Asiático (2): 1983, 1985
- Campeonato FIBA Asia (1): 1985

### Individual
- Campeón Grand Slam 1989.
- Lista de los 25 mejores jugadores de la historia de la Philippine Basketball Association.
- 2 veces seleccionado al Mythical Second Team (1990 y 1993).
- Ganador del Premio de la Deportividad en 1993.
- 5 veces seleccionado al PBA All-Star (1989, 1990, 1992, 1993, 1996)
- JMV del PBA All-Star Game 1990.
- Miembro del Salón de la Fama de la Philippine Basketball Association en 2009.
- Número 9 retirado del San Miguel Beermen.